# Museo Hyacinthe-Rigaud
El Museo Hyacinthe-Rigaud (en francés: Musée Hyacinthe-Rigaud) es una instalación que se encuentra en el 16, rue de l'Ange 66000, en la localidad de Perpiñán, departamento de Pirineos Orientales al sur del país europeo de Francia.
Reúne una colección de pinturas y artes decorativas , incluyendo una colección de arte gótico y pinturas modernas  (Maillol, Picasso) .
Entre su colección se puede encontrar:
- El Retrato del teniente coronel Albert Manuel de Antoni Guerra «le jeune» (1634-1705)
- Pinturas del artista indio Akkitham Narayanan
- Pinturas del artista franco-estadounidense Hugh Weiss
- Ramos de flores de Eugene Cauchois ( 1850-1911)